# Notto
Notto, auch in der Schreibweise Noto bekannt, ist eine Gemeinde (commune) im Département Thiès der Region Thiès, gelegen im zentralen Westen Senegals. Sie ist Sitz der Präfektur des Arrondissement de Notto und besteht aus dem namensgebenden Hauptort (chef-lieu) sowie weiteren Dörfern (villages) und Weilern (hameaux).

## Geographische Lage
Notto liegt im Erdnussbecken Senegals, elf Kilometer südlich der Regional- und Départementspräfektur Thiès und  60 Kilometer östlich von Dakar. Das Gemeindegebiet hat eine Fläche von 244,40 km². Benachbarte Kommunen sind im Uhrzeigersinn Keur Moussa und  Fandène (Kragengemeinde rund um Thiès) im Norden, Thiénaba und Ngoudiane im Osten und im Süden Tassette sowie Diass.

## Geschichte
Das Dorf Notto war seit 1976 Hauptort einer Landgemeinde (communauté rurale) und erhielt 2014, wie in Senegal alle communautés rurales, den landesweit einheitlichen Status einer Gemeinde (commune).

## Bevölkerung
Die letzten Volkszählungen ergaben jeweils folgende Einwohnerzahlen:
| Jahr | Einwohner |
| ---- | --------- |
| 2002 | 34.611    |
| 2013 | 41.936    |
| 2023 | 55.967    |

## Verkehr
Notto wird nicht von dem Fernstraßennetz Senegals erschlossen. Es führt lediglich eine asphaltierte Piste von Thiès durch den Hauptort weiter in Nachbargemeinde Tassette nach Süden.